# Alejandro Woss y Gil
Alejandro Woss y Gil (ur. 5 maja 1856 w El Seibo jako Alejandro Woss Linares, zm. 1 stycznia 1932 w Santo Domingo) – generał armii Dominikany, polityk, minister obrony i wiceprezydent (od 1884 do 1885, rząd Billiniego) i dwukrotny prezydent kraju: od 1885 do 1887 (faktyczną władzę sprawował wówczas Ulises Heureaux), a także od 23 kwietnia 1903, kiedy to dokonał zamachu stanu, do 24 listopada tego samego roku, kiedy to obalił go Carlos Felipe Morales.